# Новобейсугская
Новобейсу́гская — станица в Выселковском районе Краснодарского края, образует Новобейсугское сельское поселение.
Население — 3 204 жителей (2016), четвёртое место по району.

## География
Станица расположена в верховьях Левого Бейсужка (приток Бейсуга), в 30 км юго-восточнее районного центра — станицы Выселки.

### Улицы
| - пер. Базарный, - пер. Верхний, - пер. Выгонный, - пер. Огородний, - пер. Сырзаводской, - пер. Школьный, | - ул. Береговая, - ул. Горького, - ул. Демьяненко, - ул. Калинина, - ул. Карлова, - ул. Коммунаров, - ул. Комсомольская, ул. Профильная, ул. Октябрьская | - ул. Ленина, - ул. Маркса, - ул. Матросова, - ул. Маяковского, - ул. Октябрьская, - ул. Орджоникидзе, - ул. Первомайская, - ул. Пионерская, | - ул. Пролетарская, - ул. Профильная, - ул. Пушкина, - ул. Садовая, - ул. Степная, - ул. Тельмана, - ул. Чкалова, - ул. Школьная. |

## История
Станица Новобейсугскую первоначально была вовсе не станицей, а поселком Бейсугским, образованным в 1879 году путём объединения казачьих хуторов, заселявшихся в разное время на землях станичного юрта станицы Ладожской. Первоначально поселок принадлежал к станице Ладожской. Впервые вопрос о разделении со станицей был поднят на станичном сходе 8 мая 1881 года, о чём свидетельствуют документы, сохранившиеся до наших дней в Краснодарском государственном краевом архиве. 
Все началось со схода:
Цитируем перепечатанный документ по итогам схода 1881 г.
«1881 года мая 8 дня, мы, нижеподписавшиеся жители Бейсугского поселка, принадлежащего к станице Ладожской Екатеринодарского уезда, в числе 141 человека дома, имеющих право голоса на сходе, быть сего числа на общественном сходе, при нашем поселковом правлении, где мы имели между собой суждение о том, что так как наш поселок не отделен от станицы особым земельным наделом, то станичные жители стесняют нас в земельном довольствии и разными налогами. Жители наши стеснены в хлебопашестве, сенокосе, скотоводстве. Мы судили теперь просить распоряжение господина Екатеринодарского уездного начальника о ходатайстве, где следует, чтобы при генеральном размежевании юртовых станичных границ, отделили нам Бейсугский поселок с особым земельным наделом от Ладожской станицы и принадлежащим засвидетельствовали представить таковой на распоряжение господина Екатеринодарского уездного начальника, в том и подписуемся: …»
Поселок Бейсугский был отделен от станицыЛадожской и преобразован в станицу Бейсугскую в 1903 году. При разделе в посемейный список внесли 1942 казака, так как в то время земельный надел в юрт станицы выделялся только по количеству мужских душ казачьего сословия. Более точной даты преобразования поселка в станицу не выявлено. 
На конверте датированном 1916 годом уже стоял штемпель почтового отделения ст. Новобейсугской.в конверте была фотография четырёх козаков кубанского казачьего войска. 
К 1915 году в станице было построено здание станичного правления, имелось почтовое отделение, ближайшая железнодорожная станция находилась в 21 версте от Бейсугской — в станице Ладожской. 
Первым образовательным учреждением стало одноклассное начальное училище, основанное в 1897 году и в 1907 году преобразованное в двухклассное. 
В 1910 году открыли одноклассное женское училище, спустя два года в 1912 году дополнительно ещё два, но уже смешанных. Церковно-приходская школа была открыта в 1904 году, учились в ней как мальчики, так и девочки. С приходом советской власти в 1918 году школу не тронули, но преобразовали в высшее начальное училище. В 1930 году при нём открыли школу для рабочей молодежи, в 1935 в ней уже можно было получить неполное среднее образование, ещё через пять лет она стала средней школой. В 1974 году рядом со зданием бывшей церковно-приходской школы на месте храма построили современное здание школы № 12, а в опустевшем помещении открыли сельскую библиотеку.

## Культура, достопримечательности
В станице Новобейсугской находится единственный курган на территории Выселковского района, в котором находится братская могила воинов, погибших как в годы Гражданской, так и Великой Отечественной войны. По данным Выселковского музея, в нём захоронено триста десять человек. Курган носит имя «Слава», в 1975 году на нем была воздвигнута скульптура воина-моряка с автоматом за спиной и девушки, склонившейся к его плечу. К сожалению, ни имя скульптора, ни историю её создания узнать не удалось.

## Религия
Была в станице Бейсугской, как и в любой другой крупной станице того времени своя церковь. Освятили Свято-Георгиевскую церковь в 1911 году в честь Покрова Пресвятой Богородицы и Ильи Пророка. По данным, сохранившимся в Ставропольской епархии, настоятелем храма в 1914 в станице Бейсугской был священник Василий Костинский. На строительство храма было потрачено больше ста пятидесяти тысяч рублей — по тем временам деньги немалые. Церкви принадлежало 99 десятин земли в восьми верстах от храма. Священник имел собственный дом в пять комнат, диакону принадлежала квартира при церковно-приходской школе. Оба здания сохранились до наших дней.
Георгиевская церковь ст. Бейсугской (ныне ст. Новобейсугская).
Молитвенный дом, освященный 11 июля 1887 г. в честь св. вмч. Георгия, построен с усердием и на средства прихожан. Здание деревянное на каменном фундаменте. 27 октября 1904 г. на станичном сборе принято решение о постройке на общественные средства новой церкви в связи с тем, что молитвенный дом обветшал. Проект кирпичной церкви с деревянным верхом был составлен архитектором Филипповым и представлял собой точную копию проекта церкви для станицы Новонижестеблиевской. 27 марта 1905 г. выбрано место для строительства. Освящение места с закладкой храма совершено 11 июня 1907 г. при большом (до четырёх тысяч человек) стечении народа. Строительство продолжалось до 1911 г. Освящен 23 апреля 1911 г. северный придел в честь Покрова Пресвятой Богородицы, 24 апреля — главный престол в честь св. вмч. Георгия Победоносца, 9 октября — южный придел в честь св. пророка Илии.
С 2014-15 года действует построенная вновь, рядом со школой церковь в честь св. Георгия
Источник: справочник «Храмы и монастыри Ставропольской епархии (1843—1920 гг.)». Ставрополь 2012.

## Образование
На территории станицы действуют:
- средняя общеобразовательная школа № 12.
- детский сад № 14

## Население
| 1959  | 2002  | 2010  | 2012  | 2013  | 2014  |
| ----- | ----- | ----- | ----- | ----- | ----- |
| 5942  | ↘3555 | ↘3428 | ↘3427 | ↘3413 | ↗3418 |
| 2015  | 2016  | 2017  | 2018  | 2019  | 2020  |
| ↘3398 | ↗3411 | ↘3372 | ↗3386 | ↗3387 | ↘3359 |
| 2021  | 2023  |       |       |       |       |
| ↘2746 | ↘2712 |       |       |       |       |

## Известные жители станицы
- Макаров, Пётр Иванович — Герой Социалистического Труда, комбайнёр колхоза имени Свердлова Кореновского района Краснодарского края.